# Пирог волхвов
Пирог волхвов (фр. galette des rois, англ. king cake, нем. Dreikönigskuchen, нидерл. driekoningentaart) — традиционный десерт, подаваемый в ряде стран на праздник Богоявления. Рецепты его приготовления разнятся в зависимости от страны; общим является то, что в пирог запекается сюрприз — боб, монетка или маленькая фигурка.

## История происхождения
Традиция печь пирог волхвов на Богоявление (6 января в католических странах) восходит к XIII—XIV векам. В этот день католики вспоминают одно из важнейших событий в истории Нового Завета: поклонение волхвов младенцу Иисусу. Одной из наиболее ранних традиций, связанных с христианской символикой пирога волхвов, стала так называемая «доля Господа», или «доля Святой Девы»: пирог делился на столько человек, сколько присутствовали за столом, и ещё одна часть отдавалась первому встреченному бедному.
Традиция, весьма схожая с приготовлением пирога волхвов, существовала и в дохристианскую эпоху. Так, в Древнем Риме на праздник Сатурналий было принято запекать в пирог боб и тот, кому этот боб доставался, становился «королём дня». Это означало, что он мог осуществлять любые свои желания; если речь шла о рабе, то он получал право отдавать приказания хозяину. Боб символизировал плодородие, в то время как сам пирог, круглый и румяный, служил, по всей видимости, символом солнца.

## Рецепты в разных странах
Традиция печь пирог волхвов существует во Франции, в Бельгии, Швейцарии, Англии, Испании, Португалии, Греции и на юго-востоке США.

### Франция

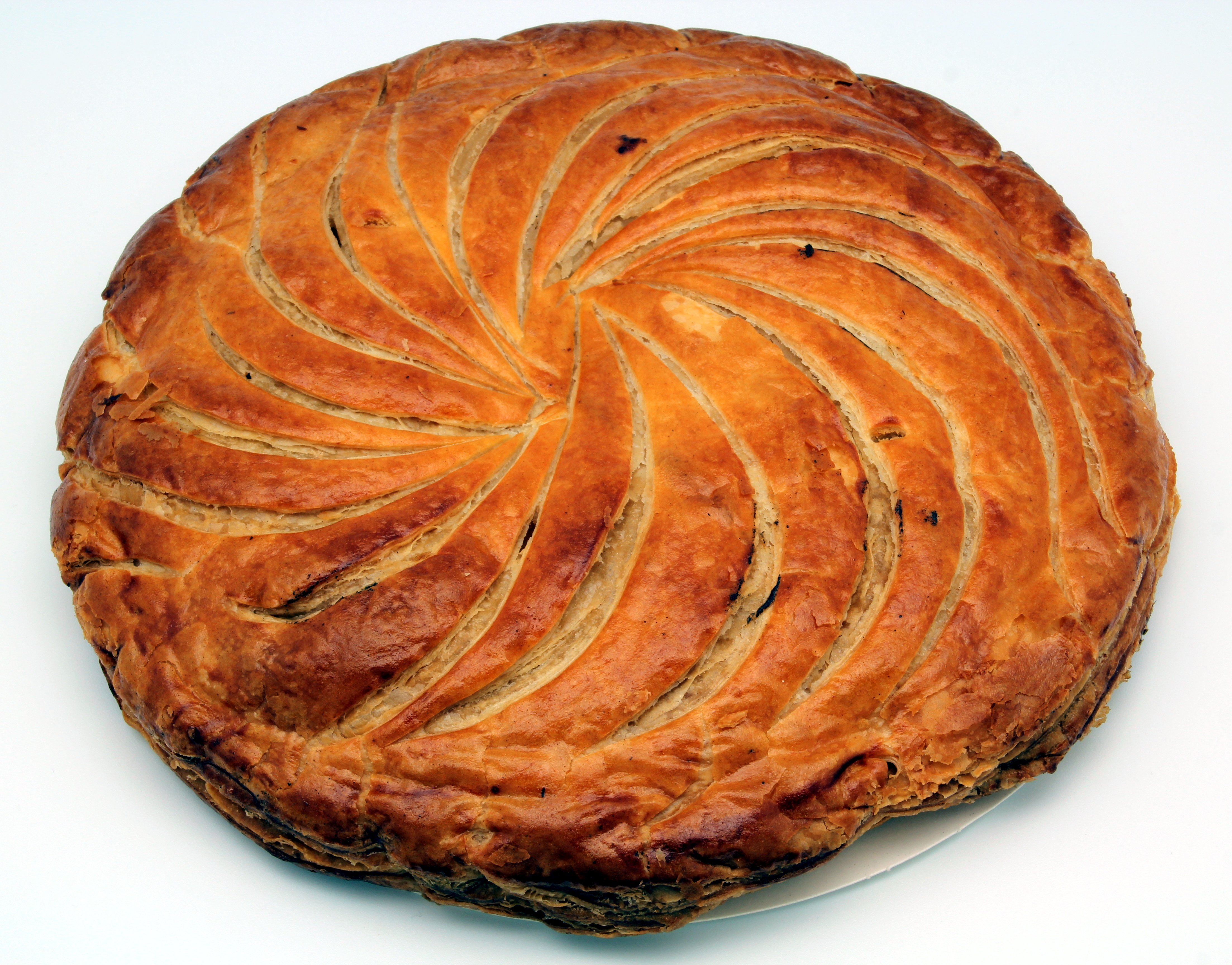
Пирог волхвов (север Франции)

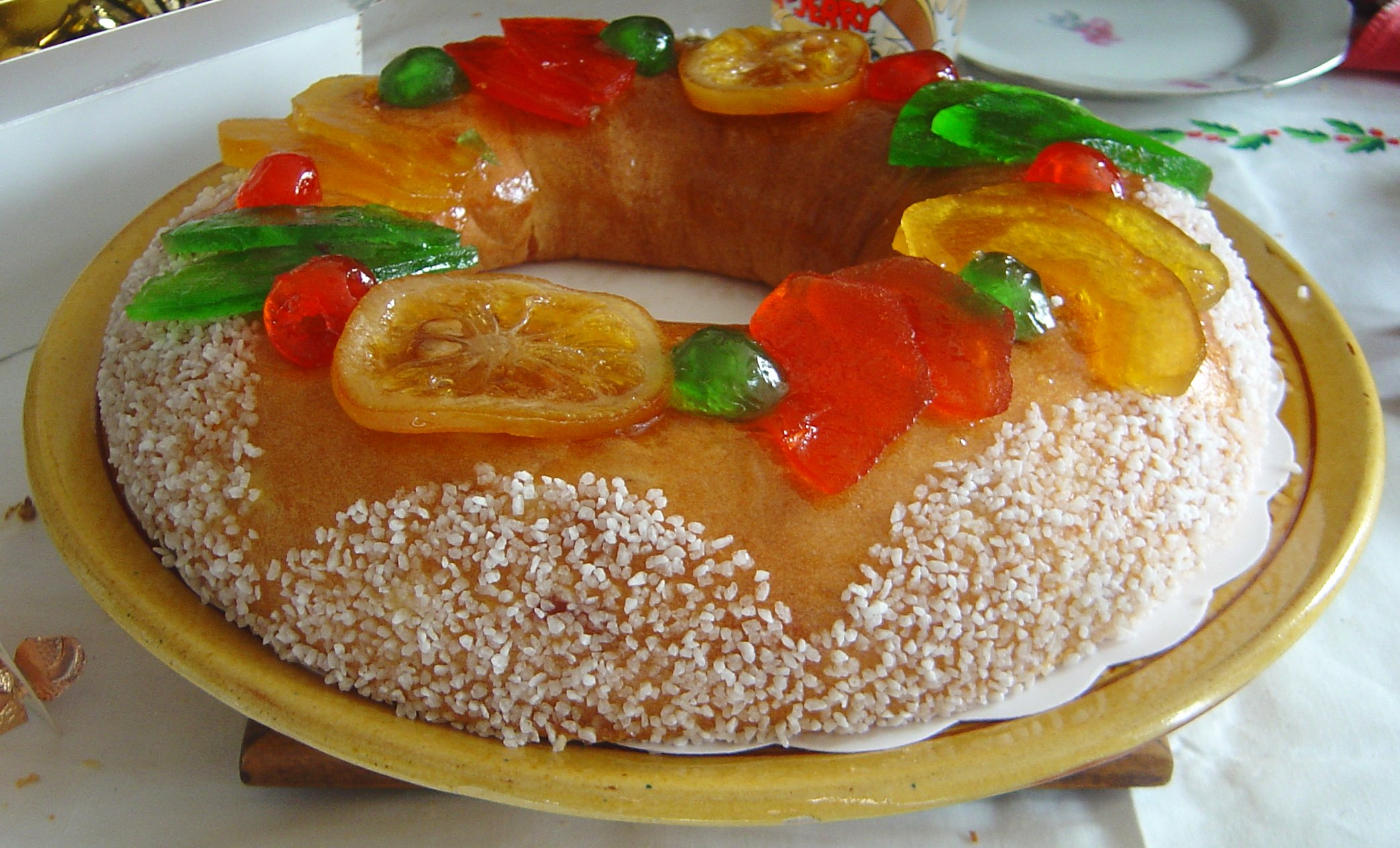
Пирог волхвов (юг Франции)

Во Франции пирог волхвов называется «galette des rois» и готовится по-разному на севере и на юге страны. В северной части Франции пирог делается плоским; для его приготовления используется слоёное тесто и франжипан. На юге пирог волхвов представляет собой бриошь, украшенную засахаренными фруктами, и имеет округлую форму с отверстием посредине.
Зачастую пироги волхвов продаются украшенными золотой короной из бумаги.

### Испаноговорящие страны

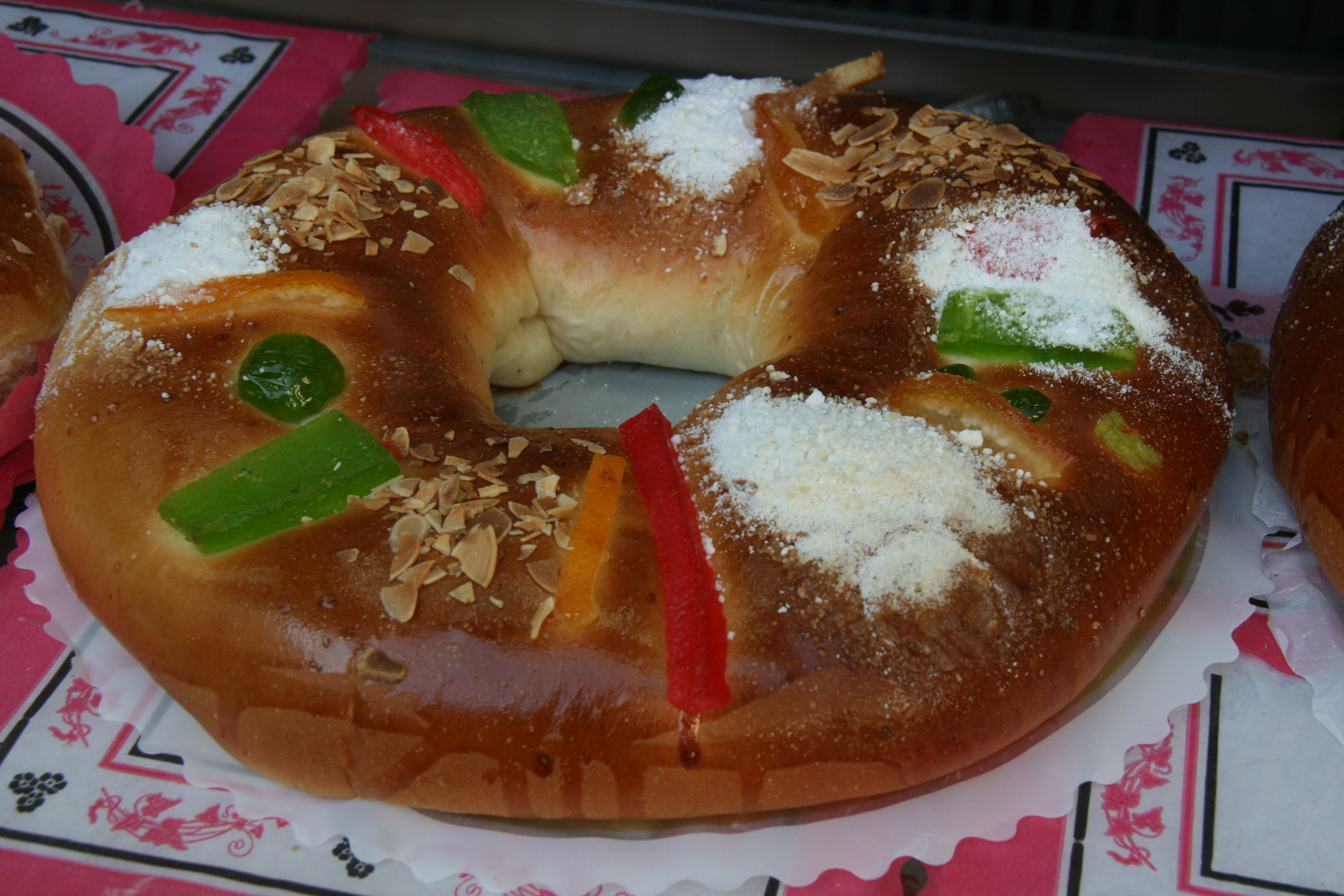
Пирог волхвов (Испания)

В Испании и в Латинской Америке пирог волхвов или Роскон де Рейес готовится из дрожжевого теста и во многом схож с южным вариантом французского пирога: он также имеет форму «короны» и украшен засахаренными фруктами. Он может готовиться с начинкой из крема или взбитых сливок, либо без начинки. Считается, что яркие фрукты, красные и зелёные, символизируют драгоценные камни, которыми были украшены одежды трёх волхвов.

### США

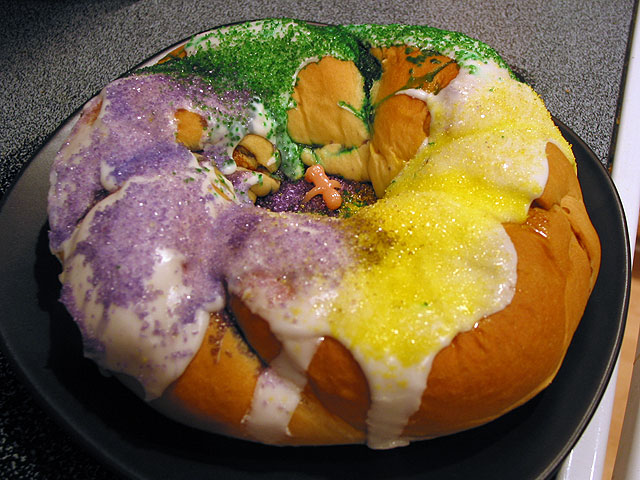
Пирог волхвов (США)

Поселенцы из Франции и Испании принесли с собой традицию изготовления пирога волхвов, которая распространилась в основном на юго-востоке США. Здесь он стал традиционным десертом Марди Гра, последнего дня карнавала. Нередко пирог изготавливается в виде свёрнутого в кольцо рулета с начинкой из корицы, фруктов или заварного крема. Он также бывает покрыт глазурью, окрашенной в жёлтый, зелёный и фиолетовый цвета — традиционные цвета Марди Гра.

## Сюрприз

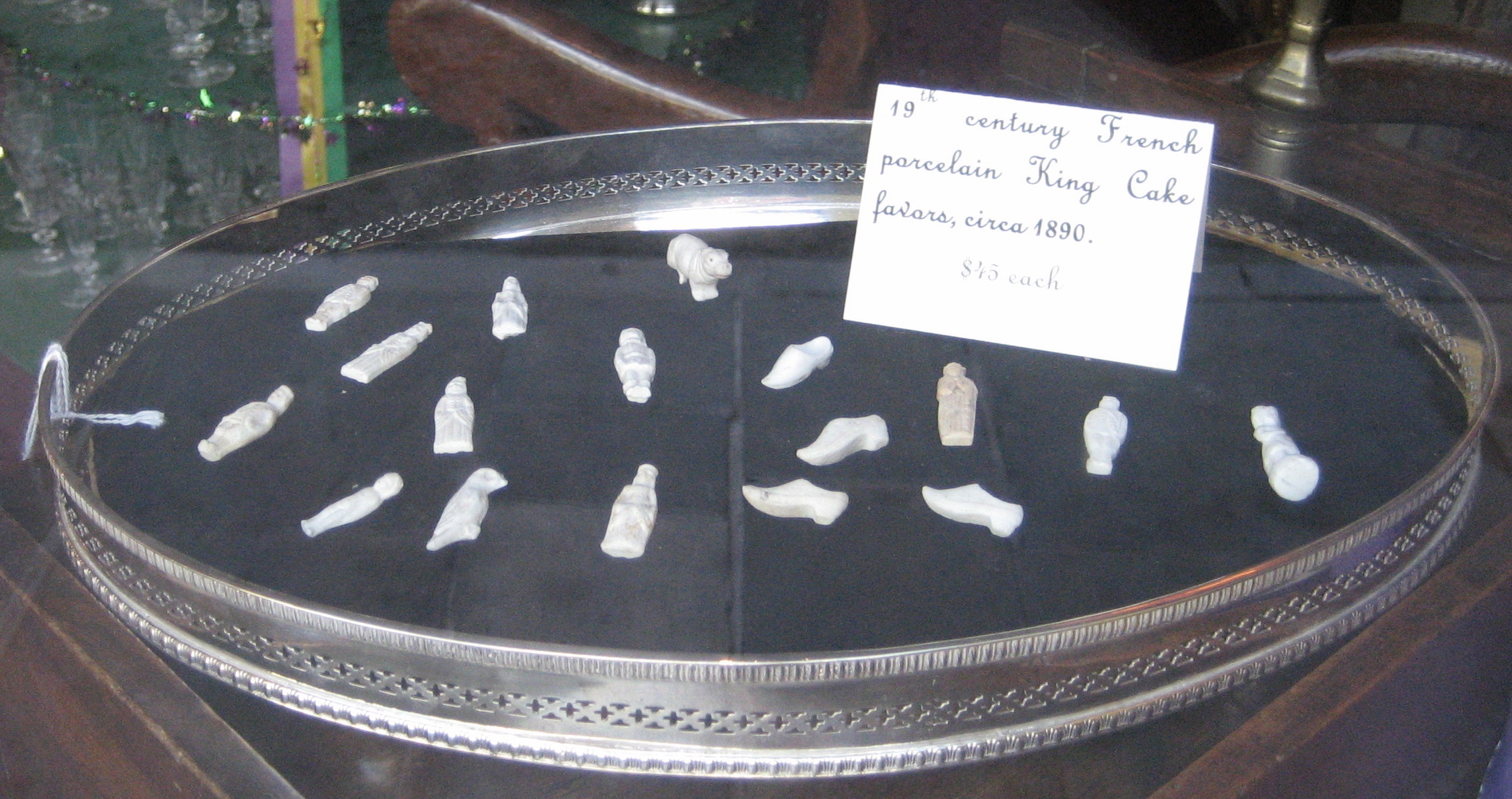
Фигурки для пирога волхвов. Франция, XIX век

Главная особенность пирога волхвов — запекаемый в него «сюрприз». Изначально это был боб; позднее — фигурки младенца Христа, ангелов и святых; в наше время роль «боба» может играть монетка, медаль или фигурка, изображающая популярных литературных персонажей или героев мультфильмов. Во Франции коллекционирование фигурок-сюрпризов является популярным увлечением; существуют клубы и ассоциации коллекционеров, а само явление получило название фабофилии (от лат. faba — «боб»).
Пирог делят на части по количеству присутствующих за столом. Во Франции самый младший из членов семьи прячется под столом и не глядя указывает, кому должен достаться тот или иной кусок. Эта традиция также восходит ко временам Сатурналий: римляне считали, что направлять «фортуну» должен невинный ребёнок. Тот, кому достанется кусок пирога с сюрпризом, объявляется «королём». Он выбирает «королеву» и пьёт за её здоровье, все присутствующие также пьют, произнося: «Король пьёт! Да здравствует король!» (фр. Le Roi boit! Vive le Roi!). Если же сюрприз достаётся особе женского пола, тогда она выбирает «короля».
В Испании боб символизирует достаток, и тот, кто найдёт его в своём пироге, может надеяться на богатый и успешный год. Однако традиция также обязывает будущего богача купить пирог и угостить им друзей и близких в следующем году.